# Ярцево (Дмитровский городской округ)
Ярцево — деревня в Дмитровском районе Московской области, в составе городского поселения Яхрома. Население — 15 чел. (2010). До 2006 года Ярцево входило в состав Подъячевского сельского округа.

## Расположение
Деревня расположена в юго-западной части района, у границы с Солнечногорским, примерно в 17 км на юго-запад от города Яхромы, у истоков реки Лутосни, высота центра над уровнем моря 231 м. Ближайшие населённые пункты — Ивлево на востоке и Раково на юго-западе.

## Население
| 2002 | 2006 | 2010 |
| ---- | ---- | ---- |
| 17   | ↘16  | ↘15  |